# Guerra entre Toquetamis e Tamerlão

## Guerra entre Toquetamis e Tamerlão
A "guerra entre Toquetamis e Tamerlão" refere-se aos confrontos históricos entre dois dos mais notáveis conquistadores e líderes militares da Ásia Central no final do século XIV e início do século XV: Tokhtamysh e Tamerlão (também conhecido como Timur).
Tokhtamysh foi o khan do Canato da Horda Dourada que tentou restabelecer a dominação mongol sobre as terras russas após um período de fragmentação e enfraquecimento do poder dos cãs da Horda. Por outro lado, Tamerlão (Timur) foi o fundador do Império Timúrida na Ásia Central e ganhou fama por suas campanhas militares agressivas na Pérsia, na Índia e no Oriente Médio.
O conflito entre Tokhtamysh e Tamerlão surgiu quando Tamerlão começou a consolidar sua autoridade na Ásia Central e no Irã, áreas que outrora foram sob influência da Horda Dourada. O confronto direto entre os dois líderes aconteceu em duas grandes batalhas: a Batalha de Kondurcha em 1391 e a Batalha do Rio Terek em 1395.
Na Batalha de Kondurcha, Tamerlão emergiu vitorioso, mas Tokhtamysh conseguiu escapar e passou os anos seguintes tentando reconstruir suas forças. Após uma série de campanhas menores e cerco de várias cidades, Tamerlão finalmente derrotou Tokhtamysh na Batalha do Rio Terek. Esta derrota marcou o início do declínio da Horda Dourada e consolidou o poder de Tamerlão, cujas conquistas continuaram até sua morte em 1405.
Estes eventos tiveram um impacto significativo na história da Eurásia, acelerando a fragmentação das terras mongóis e alterando o equilíbrio de poder na região.

## Ascendentes
No contexto dos conflitos entre Tokhtamysh e Tamerlão, os "ascendentes" refere-se aos seus antepassados e às linhagens que legitimavam suas reivindicações ao poder.
Tokhtamysh era descendente de Gengis Khan através da linhagem de Jochi, o filho mais velho de Gengis. Isto lhe deu uma reivindicação ao legado da Horda Dourada, o fragmento ocidental do vasto Império Mongol, que, no seu auge, controlou grande parte da Eurásia.
Tamerlão, por outro lado, afirmava ser um descendente distante de Gengis Khan através do casamento, ainda que esta alegação fosse mais tênue. Ele não fazia parte da linhagem de sangue de Gengis Khan, mas se casou com uma princesa que pertencia ao clã mongol nobre dos Barlas, que se dizia serem descendentes de Gengis. Tamerlão usou essa conexão, junto com seu poderio militar e sua habilidade de liderança, para legitimar sua conquista e fundação do Império Timúrida.
Ambos os líderes utilizavam suas ascendências para justificar suas reivindicações de poder e autoridade sobre os territórios que conquistaram ou governaram. Este sistema de linhagem e sucessão era de extrema importância nas sociedades nômades e semi nômades da Ásia Central da época.

## A guerra
Toquetamis tinha pretensões territoriais na Pérsia, antigo território do Ilcanato. Tal área também era visada por Tamerlão. Em 1385, Toquetamis fez um reide contra o Azerbaijão. A guerra entre os dois, até então aliados, se tornou inevitável. Entre 1389 e 1391 os dois lados entraram em guerra. Após algumas vitórias iniciais, Toquetamis é derrotado, mas em 1393 recupera sua posição, promovendo um novo ataque contra a província de Xirvão, então sob domínio timúrida. Tamerlão responde a ofensiva de Toquetamis, reconquistando para si a área. Depois disso promove uma expedição militar contra os territórios da Horda de Ouro, chegando até as proximidades de Moscou. No dia 15 de abril de 1395 ocorre a batalha do rio Tereque, da qual Tamerlão vence e como resultado Toquetamis é deposto do trono da Horda de Ouro. Depois do regresso de Tamerlão à Pérsia, ele é reinstaurado com cã quipchaco e entre setembro de 1396 a outubro de 1397 promove guerras contra as colônias genovesas da Crimeia. Porém em 1398 sua hegemonia é discutida por vários deles, dentre eles Temür Qutlügh, filho de Timur Maleque, que o derrota e assume o trono da Horda de Ouro. Então Toquetamis pede ajuda ao duque lituano Vitautas, perdendo novamente na batalha do rio Vorskla, já em 1399.